# Infinity and the Mind
Infinity and the Mind: the science and philosophy of the infinite (Nederlandse vertaling: Oneindigheid. Filosofie en wetenschap van het oneindige) is een populairwetenschappelijk werk van de informaticus en sciencefictionschrijver Rudy Rucker, waarin wiskundige en filosofische eigenschappen van het begrip oneindigheid worden besproken. 
Het behandelt zeer uiteenlopende onderwerpen, zoals transfiniete getallen, Gödels onvolledigheidsstelling, het gebruik van oneindigheid in verhalen van Jorge Luis Borges en zelfs vergelijkingen met begrippen uit het zen-boeddhisme. Daarnaast beschrijft de auteur in een kort verslag zijn herinneringen aan zijn gesprekken met Kurt Gödel.
Hoewel gericht op leken, bevat het werk een opvallend groot aantal formules en (schetsen van) wiskundige bewijzen. Ieder hoofdstuk eindigt met een aantal door de lezer op te lossen puzzels en paradoxen. In zijn voorwoord schrijft Rucker:
Dit boek behandelt alle soorten oneindigheid: potentiële en feitelijke, wiskundige en natuurkundige, theologische en wereldlijke. Spreken over oneindigheid leidt tot vele fascinerende paradoxen. Door deze paradoxen te analyseren komen we veel te weten over de menselijke geest, zijn vermogens en beperkingen (...) Logica en verzamelingenleer zijn de instrumenten voor een exacte metafysica.